# Utbildningsradion
Utbildningsradion (en español, «Radiodifusión educativa»), más conocida por sus siglas UR, es una organización de radio y televisión pública de Suecia, dedicada a la producción de programas educativos. Es una de las empresas que conforman la radiodifusión pública sueca junto con Sveriges Radio (radio) y Sveriges Television (televisión).
UR fue fundada en 1978 para mejorar la producción de los programas educativos en la radio y televisión públicas de Suecia. Desde 2004 también gestiona un canal de televisión cultural, Kunskapskanalen, en colaboración con SVT.
Las radiodifusoras públicas suecas pertenecen a una fundación independiente, la Förvaltningsstiftelsen, cuyo consejo de administración está formado por representantes del parlamento sueco. Esta fundación se encarga, entre otras labores, de nombrar a los miembros del consejo de UR. El servicio se financia desde 2019 con un impuesto progresivo.
UR es miembro de la Unión Europea de Radiodifusión.

## Historia

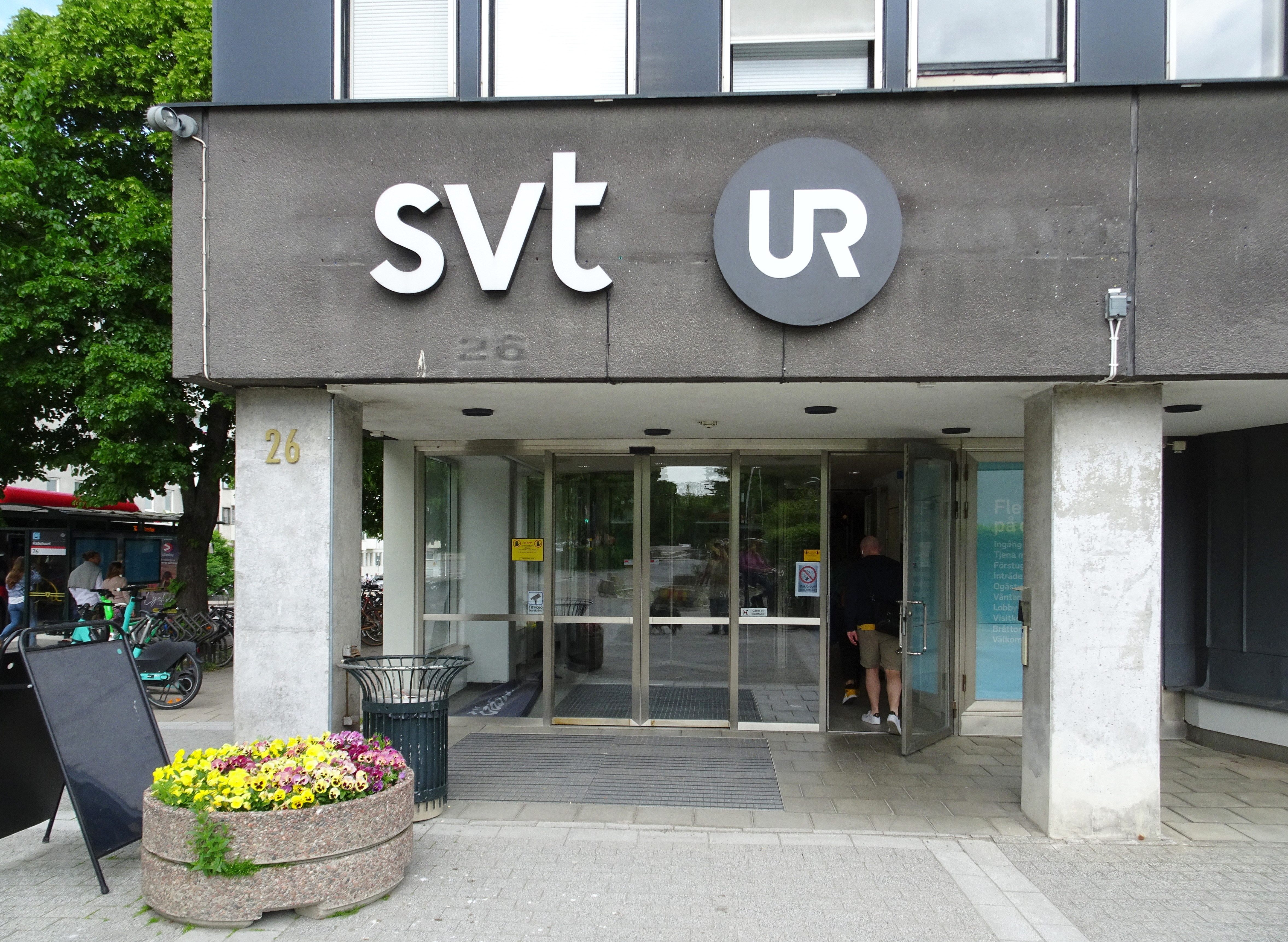
Sede central de UR en Estocolmo.

Los orígenes de la radiodifusión educativa en Suecia se remontan a 1928, con las emisiones en pruebas de la Radio Escolar (Skolradio) bajo responsabilidad de un organismo estatal, el Consejo Nacional Educativo. A partir de 1931, la radio pública Sveriges Radio asumió la emisión de estos contenidos. El Consejo también se ocupó de producir los primeros programas educativos para la televisión pública en 1961. Tres años más tarde, el gobierno sueco unificó ambos servicios y comenzó a financiarlos mediante los presupuestos generales.
En 1967 se estableció el «Comité de Radio y Televisión Educativa» (TRU), un nuevo organismo dedicado a la producción de material educativo para escuelas y universidades.
En 1978, el gobierno decidió ceder la producción de todos los espacios educativos a una nueva radiodifusora pública, la actual Sveriges Utbildningsradio (UR), dentro de una reestructuración de la radiodifusión pública en cuatro empresas subsidiarias. Desde entonces, la UR se ha dedicado a producir los espacios educativos de Sveriges Radio (SR) y Sveriges Television (SVT) bajo su propia marca. A partir de 1994, su gestión ha quedado en manos de una fundación independiente del gobierno.
Desde 2004, UR gestiona un canal de televisión educativo, Kunskapskanalen, junto con SVT.

## Organización
En Suecia, la radiodifusión pública está compuesta por tres empresas autónomas: Sveriges Radio (radio), Sveriges Television (televisión) y Utbildningsradion (servicio educacional). Las tres son de propiedad estatal a través de una fundación independiente, la Förvaltningsstiftelsen för SR, SVT och UR («Fundación para la Gestión de SR, SVT y UR»), cuyo consejo de administración está formado por representantes del parlamento sueco, y que se encarga de velar por el cumplimiento del servicio público, la independencia editorial y la colaboración entre radiodifusoras.
La misión de UR es producir programas educativos y culturales de servicio público, con independencia de cualquier poder, que refuercen y complementen la labor que desarrolla el ámbito educativo profesional. Estos contenidos responden a los distintos niveles del sistema educativo sueco, desde preescolar hasta la universidad. La dirección de UR está formada por un consejo administrativo, un responsable de publicaciones y un consejo directivo.
Desde 2019, el servicio se mantiene con un impuesto progresivo en función de la renta que está limitado a 1300 coronas suecas (unos 120 euros) para el tramo más alto.

## Servicios

### Televisión
UR se encarga de producir espacios educativos para los distintos canales de Sveriges Radio y Sveriges Television. Desde 2004 gestiona también su propio canal de televisión educativo, Kunskapskanalen (traducible al español como «Canal Conocimiento»), en colaboración con SVT.

### Internet
UR cuenta con un servicio de transmisión en directo y video bajo demanda, «UR Play», que agrupa toda la oferta digital producida por la radiodifusora.